# Ján Vranic
Ján Vranic (28. října 1917 – ???) byl slovenský a československý politik Komunistické strany Slovenska a poslanec Sněmovny lidu Federálního shromáždění za normalizace.

## Biografie
K roku 1971 se profesně uvádí jako horník. Ve volbách roku 1971 zasedl do Sněmovny lidu (volební obvod č. 194 – Rožňava, Východoslovenský kraj). Ve FS setrval do konce funkčního období, tedy do voleb roku 1976.